# 南出羽站
南出羽站（日语：／ Minamidewa eki */?）位于山形县山形市大字七浦，是东日本旅客铁道（JR東日本）管辖的鐵路車站。本区间奥羽本线爱称为山形线。

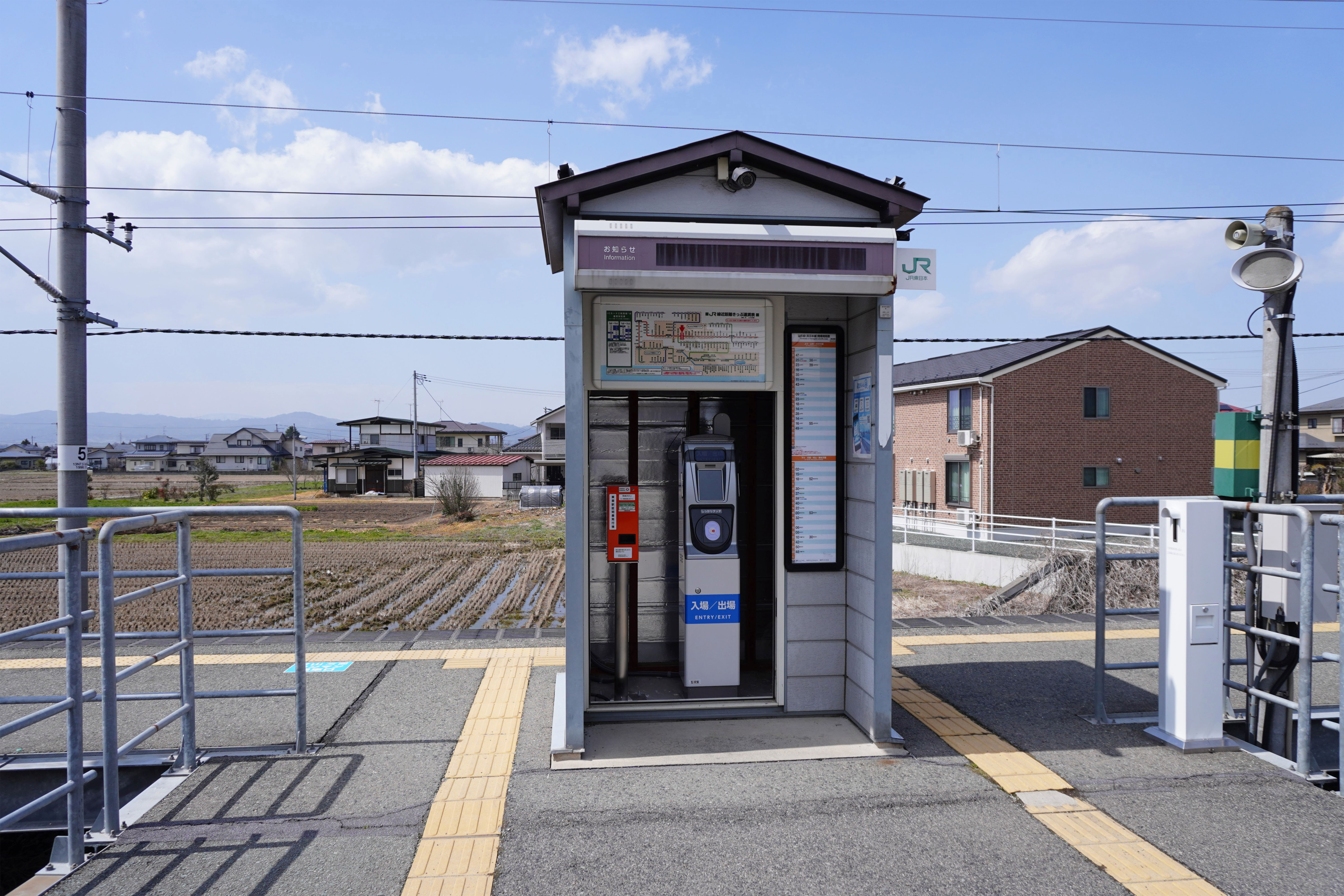
閘口(2024年3月)

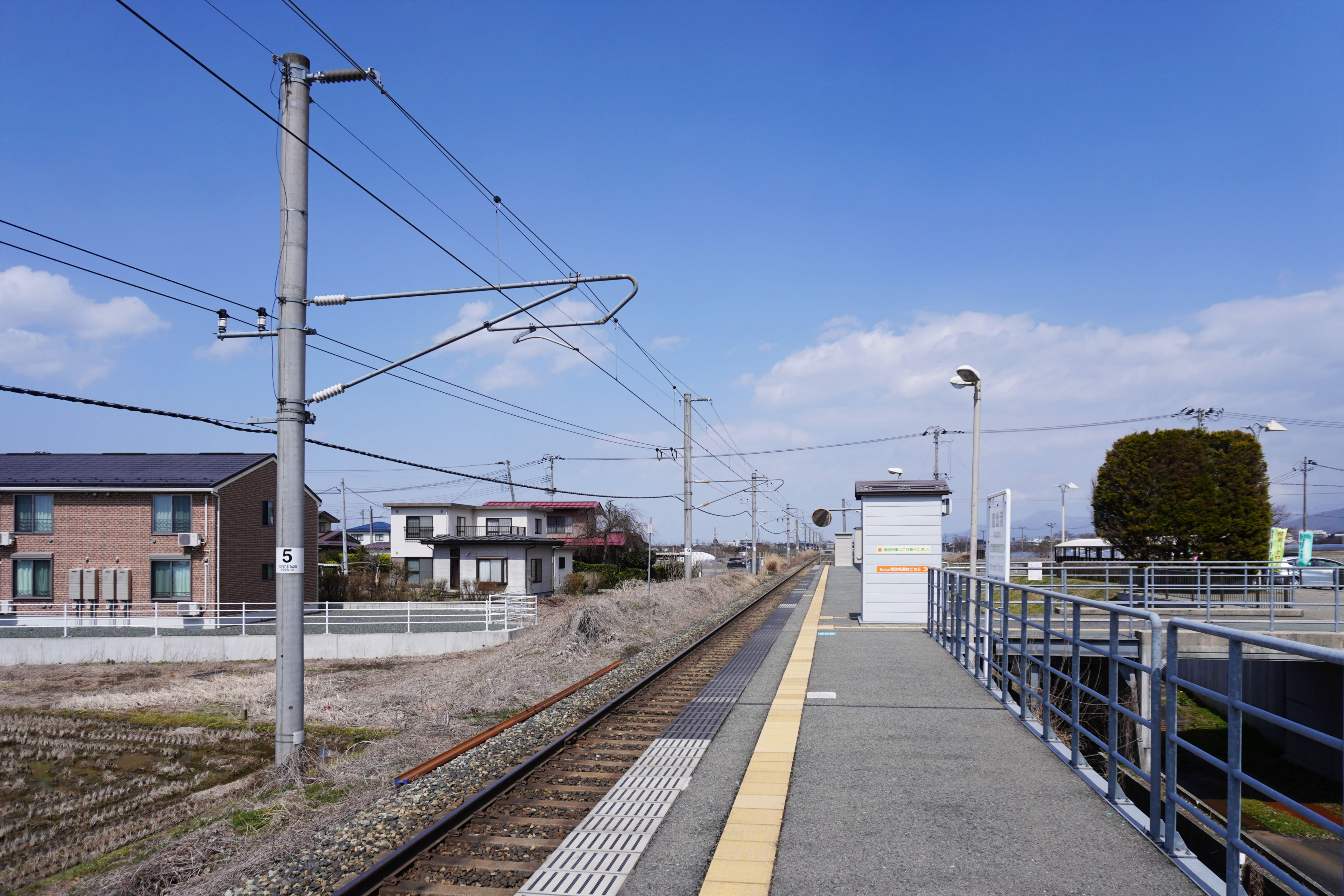
月台(2024年3月)

## 历史
- 1952年3月5日 - 车站投入运营[3]。
- 1987年4月1日 - 国铁分割民营化后成为JR东日本车站。
- 2000年 - 现存站房完工，主要站台从西侧向东侧迁移[1]。

## 车站结构
侧式站台1台1线的地面车站。
山形站管理的无人站。

## 相邻车站
東日本旅客铁道（JR東日本）
■奥羽本线
■普通
羽前千岁－南出羽－漆山